# Oreca 03
L'Oreca 03 è una vettura prototipo della classe LMP costruito da Oreca nel 2011. È stata costruita con le nuove norme ACO 2011 per la 24 Ore di Le Mans. L'auto ha fatto il suo debutto alla 12 ore di Sebring gestito da Signatech Nissan ed è pronto a correre alle 24 ore di Le Mans del 2011. È la terza macchina che Oreca ha prodotto dopo la 01 e la FLM09. 24 Oreca 03 sono state costruite.

## Sviluppo
Per soddisfare le nuove norme introdotte dall'ACO per le gare di durata per la 03 è stato previsto insieme a tutte le altre vetture LMP2 del 2011 un tetto massimo di 345 000 €. I motori utilizzati nelle LMP2 per il 2011 sono basati sulla produzione di serie tra cui c'era una vasta gamma di motori tra cui scegliere. La maggior parte delle squadre, tra cui Oreca stessa, hanno scelto il Nissan VK45DE da 4,5 L V8 propulsore che è simile al motore usato da Nismo nel Super GT. La squadra svizzera di Race Performance optò per un motore Judd BMW 3.6 L V8 sulla base del BMW M3. Entrambi i motori producono una potenza limitata a 460 CV. La Oreca 03 è costruita intorno a un leggero telaio in fibra di carbonio monoscocca con una carrozzeria a cielo aperto. La sospensione è a doppi bracci oscillanti e puntoni su tutti i quattro angoli. La potenza frenante è fornita da freni a disco in carbonio-ceramica.
L'Oreca 03 utilizza lo stesso pacchetto aerodinamico sviluppato dal capo-ingegnere David Floury per la versione LMP1 delle stagioni 2009/2010 da parte del team ufficiale. La struttura e la forma sono un discendente diretto dell'originale design della Courage LC70.